# Corrina
La corrina è un macrociclo composto da 4 anelli pirrolici e tre ponti metinici.
Costituisce una parte della molecola della cobalamina.